# موريس تايلور
موريس تايلور (بالإنجليزية: Maurice Taylor)‏ مواليد 30 أكتوبر 1976 في ديترويت، هو لاعب كرة سلة أمريكي سابق بدأ مسيرته الاحترافية في سنة 1997. تم اختياره من قبل فريق لوس أنجلوس كليبرز خلال الدرافت. يبلغ طوله 6 قدم 9 بوصة (2.1 م). اعتزل اللعب في 2011.

## المسيرة الاحترافية
لعب مع لوس أنجلوس كليبرز من سنة 1997 إلى 2000، ثم لعب مع هيوستن روكتس من سنة 2000 إلى 2005، ثم لعب مع نيويورك نيكس من سنة 2004 إلى 2006، ثم لعب مع سكرامنتو كينغز في موسم 2006–2007.

## روابط خارجية
- موريس تايلور على موقع إن بي أي (الإنجليزية)
- موريس تايلور على موقع سبورتس رفرنس (الإنجليزية)
- موريس تايلور على موقع كرة السلة الأوروبية.كوم (الإنجليزية)
- موريس تايلور على موقع كلية كرة السلة في سبورتس رفرنس.كوم (الإنجليزية)
- موريس تايلور على موقع ريلجم (الإنجليزية)
- موريس تايلور على موقع بروبوليرز (الإنجليزية)
- موريس تايلور على موقع سبورتس رفرنس (الإنجليزية)